# Norberto Rivera Carrera
Norberto Rivera Carrera (sinh 1942) là một Hồng y người Mexico của Giáo hội Công giáo Rôma. Ông từng đảm nhận vị trí Tổng giám mục Tổng giáo phận México từ năm 1995 đến cuối năm 2017.

## Tiểu sử
Hồng y Carrera sinh ngày 6 tháng 6 năm 1942 tại La Purísima, Tepehuanes,thuộc Tổng giáo phận Durango, Mexico. Cha mẹ ông là ông bà Ramón Rivera Cháidez và Soledad Carrera de Rivera. Sau khi hoàn thành chương trình tiểu học năm 1955, cậu bé Carrera vào chủng viện Durango, nơi cậu được dạy về nghiên cứu cổ điển, triết học và một năm thần học. Ông lấy bằng tiến sĩ thần học từ Đại học Pontifical Gregorian, Rome. Sau quá trình tu học, ông được thụ phong linh mục bởi Giám mục Giáo hoàng Phaolô VI, thuộc linh mục đoàn Tổng giáo phận Durango. Sau khi thực hiện các công việc mục vụ tại Rio Grande, ông đã dạy thần học giáo điều trong 18 năm tại Đại chủng viện Durango, nơi ông cũng là Trưởng ban Kỷ luật. Ngoài ra, ông cũng dạy thánh kinh và thần học mục vụ và thần linh. Năm 1982, ông trở thành giáo sư về khoa học giáo khoa tại Đại học Giáo hoàng Mexico.
Ngày 5 tháng 15 năm 1985, Tòa Thánh công bố việc tuyển chọn linh mục Carrera làm Giám mục, chức vị Giám mục chính tòa Giáo phận Tehuacán, Puebla. Lễ tân phong cho vị tân chức được cử hành sau đó vào ngày 21 tháng 12, bởi các vị chủ sự nghi thức gồm: Antonio López Aviña, Tổng giám mục Tổng giáo phận Durango làm chủ phong; Hai giám mục phụ phong gồm Adolfo Antonio Suárez Rivera, Tổng giám mục Monterrey, Nuevo León và Tổng giám mục Rosendo Huesca Pacheco từ Tổng giáo phận Puebla de los Ángeles, Puebla. Tân giám mục chọn khẩu hiệu: Lumen Gentium.
Ngày 13 tháng 6 năm 1995, Tòa Thánh loan tin thăng Giám mục Carrera làm Tổng giám mục Tổng giáo phận México. Trong Công nghị 1998 được cử hành ngày 21 tháng 2, Giáo hoàng Gioan Phaolô II vinh thăng Tổng giám mục Carrera tước vị Hồng y Nhà thờ San Francesco d’Assisi a Ripa Grande. Ông đã đến nhận nhà thờ này ngày 18 tháng 8 cùng năm.
Từ ngày 23 tháng 10 năm 2010 đến ngày 24 tháng 2 năm 2014, ông là Thành viên Hội đồng các Hồng y để nghiên cứu các vấn đề về tổ chức và kinh tế của Tông tòa. Ngày 8 tháng 3 năm 2014, ông được chọn vào Hội đồng Kinh tế Tòa Thánh.
Ngày 7 tháng 12 năm 2017, Tòa Thánh loan báo tin đã chấp thuận đơn xin từ nhiệm của ông, và đề cử thuyên chuyển Hồng y Carlos Aguiar Retes, hiện là Tổng giám mục chính tòa Tổng giáo phận Tlalnepantla kế vị ông làm Tổng giám mục México.